# 吳鼎泰
吳鼎泰（？—？），廣東高州府吳川縣人。明末官員，同進士出身。

## 生平
萬曆三十七年（1609年）己酉科廣東鄉試舉人，崇禎元年（1628年）戊辰科三甲第一百零三名進士。崇禎七年（1634年）任山東東明縣知縣，後調任福建按察使司照磨。